# Kratušín
Kratušín (deutsch Kratusin, früher Kratosin) ist eine Gemeinde in Tschechien. Sie liegt fünf Kilometer westlich von Prachatice in Südböhmen und gehört zum Okres Prachatice.

## Geographie
Kratušín befindet sich linksseitig über dem Tal der Blanice auf einem Pass im Vorland des Böhmerwaldes. Nördlich erhebt sich der Stráž (701 m), östlich der Dehetník (802 m), im Südosten der Křepelický vrch (932 m), südlich der Drslavický kopec (679 m) und im Westen der Vrch (754 m).
Nachbarorte sind Milešín und Lažiště im Norden, Zábrdí und Oseky im Nordosten, Zábrdský Mlýn, Podolí und Třemšín im Osten, Křeplice und Stádla im Südosten, Horní Záblatí, Záblatí und Saladín im Süden, Řepešín, U Bartlů, Hamr und Dobišův Mlýn im Südwesten, Chlístov und Chválov im Westen sowie Studená und Drslavice im Nordwesten.

## Geschichte
Die erste schriftliche Erwähnung von Kratosin erfolgte 1389 unter den Gütern der Burg Hus. Nach deren Zerstörung im Jahre 1441 wurde das Dorf der Herrschaft Drslavice angeschlossen. 1551 kaufte der gerade für volljährig erklärte Wilhelm von Rosenberg die Herrschaft. Sein Bruder Peter Wok von Rosenberg verkaufte den Besitz 1603 an Wolf Nowohradsky von Kolowrat. Hans Ulrich von Eggenberg vereinte Drslavice nach 1630 mit der Herrschaft Winterberg. In der berní rula von 1654 sind für das Dorf zehn Bauernwirtschaften ausgewiesen. Johann Christian von Eggenberg vererbte die Güter 1710 seiner Frau Marie Ernestine von Schwarzenberg, welche sie 1719 ihrem Bruder Adam Franz Fürst von Schwarzenberg hinterließ. Ihm folgten 1732 sein Sohn Joseph Adam Fürst von Schwarzenberg, ab 1782 Johann I. Nepomuk Anton Fürst von Schwarzenberg und ab 1789 Joseph II. Fürst von Schwarzenberg, den 1833 sein Sohn Johann Adolf II. Fürst von Schwarzenberg beerbte. Im Jahre 1840 bestand Kratosin/Kratusyn aus 16 Häusern mit 132 tschechischsprachigen Einwohnern; dies war zugleich die höchste Einwohnerzahl des Dorfes. Pfarrort war Laschitz. Bis zur Mitte des 19. Jahrhunderts blieb das Dorf immer der Allodialherrschaft Winterberg untertänig.
Nach der Aufhebung der Patrimonialherrschaften bildete Kratušín ab 1850 einen Ortsteil der Gemeinde Zábrdí in der Bezirkshauptmannschaft Prachatice. Im Jahre 1890 war das Dorf auf 26 Häuser angewachsen. Die Freiwillige Feuerwehr Kratušín bildete sich 1909, die in Chlístov entstand acht Jahre zuvor. 1927 löste sich Kratušín von Zábrdí los und bildete eine eigene Gemeinde. Im Jahre 1930 hatte das Dorf 109 Einwohner. Infolge des Münchner Abkommens musste es 1938 an das Deutsche Reich abgetreten werden. 1939 lebten in Kratusin 110 Menschen. Bis zum Ende des Zweiten Weltkrieges war das Dorf Teil des deutschen Landkreises Prachatitz. Nach dem Ende des Zweiten Weltkrieges kam die Gemeinde wieder zur Tschechoslowakei zurück. Chlístov wurde 1949 eingemeindet. 1961 erfolgte die Eingemeindung nach Lažiště. Nach einem Referendum lösten sich Kratušín und Chlístov zum 24. November 1990 wieder von Lažiště los und bildeten eine eigene Gemeinde. Heute sind in Kratušín nur noch zwölf Häuser ständig bewohnt, neun Chaluppen werden als Ferienhäuser genutzt.

## Gemeindegliederung
Die Gemeinde Kratušín besteht aus den Ortsteilen Chlístov (Klistau) und Kratušín (Kratusin), die zugleich auch Katastralbezirke bilden. Zu Kratušín gehören außerdem die Wohnplätze Hamr, Na Šuferajnu und U Bartlů.

## Sehenswürdigkeiten
- Barocke Kapelle des hl. Leonhard mit sechseckigem Grundriss und Zwiebelturm am Dorfplatz von Kratušín, erbaut im 18. Jahrhundert
- Kreuz vor der Kapelle des hl. Leonhard, errichtet 1887
- großer steinerner Wegweiser neben dem Gemeindeamt am Dorfplatz
- Kapelle des hl. Wenzel in Chlístov
- Hus-Linde in Chlístov, der etwa 670 Jahre alte mächtige Baum, unter dem Jan Hus gepredigt haben soll, ist denkmalgeschützt
- Naturdenkmal V polích, Wiese mit Knabenkrautpopulation, nordöstlich des Dorfes
- Naturdenkmal Zábrdská skála, Felshang an der Blanice südöstlich von Kratušín, Uhubrutplatz
- Goldseifen an der Blanice, Denkmal

Sehenswürdigkeiten
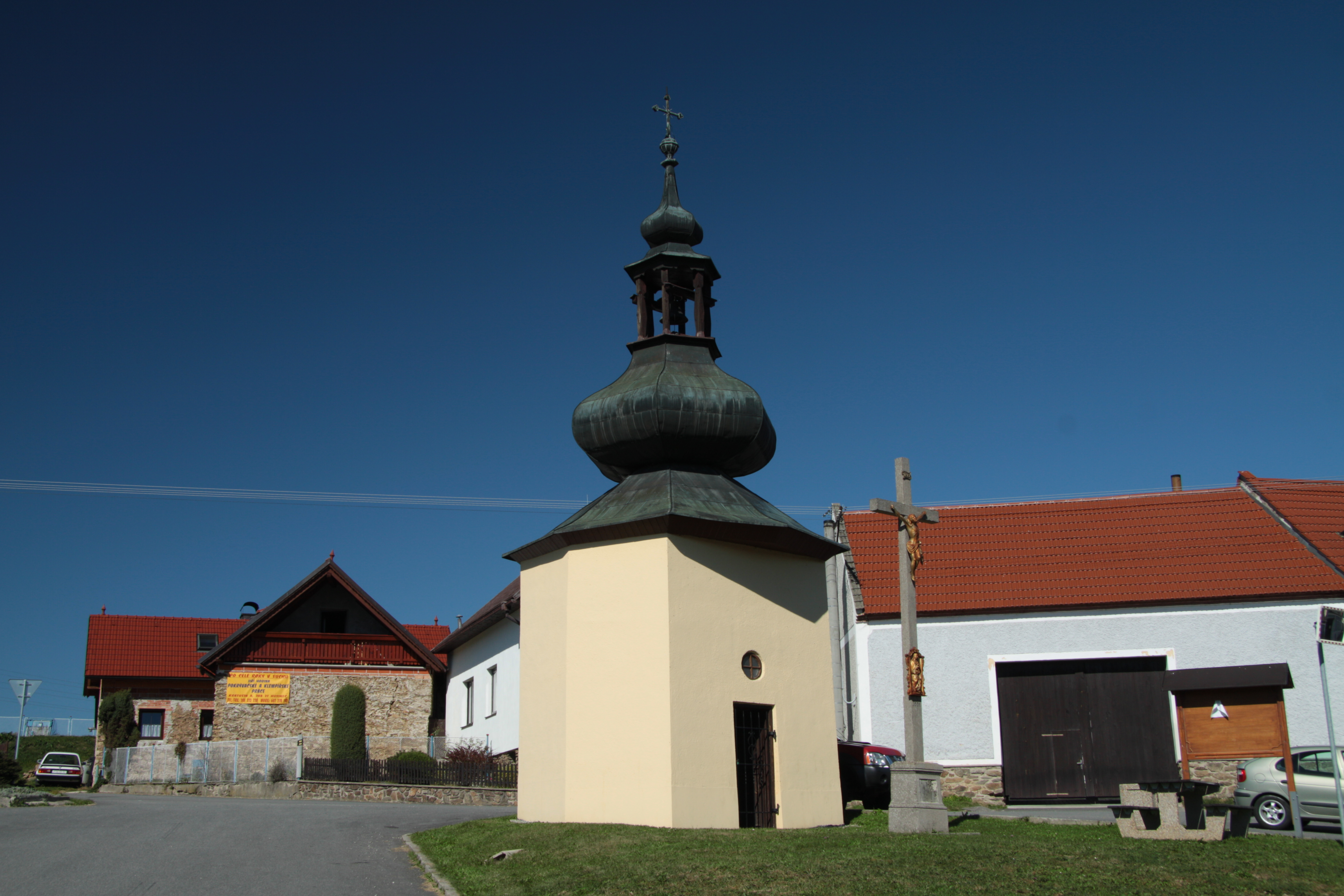
Kapelle in Kratušín
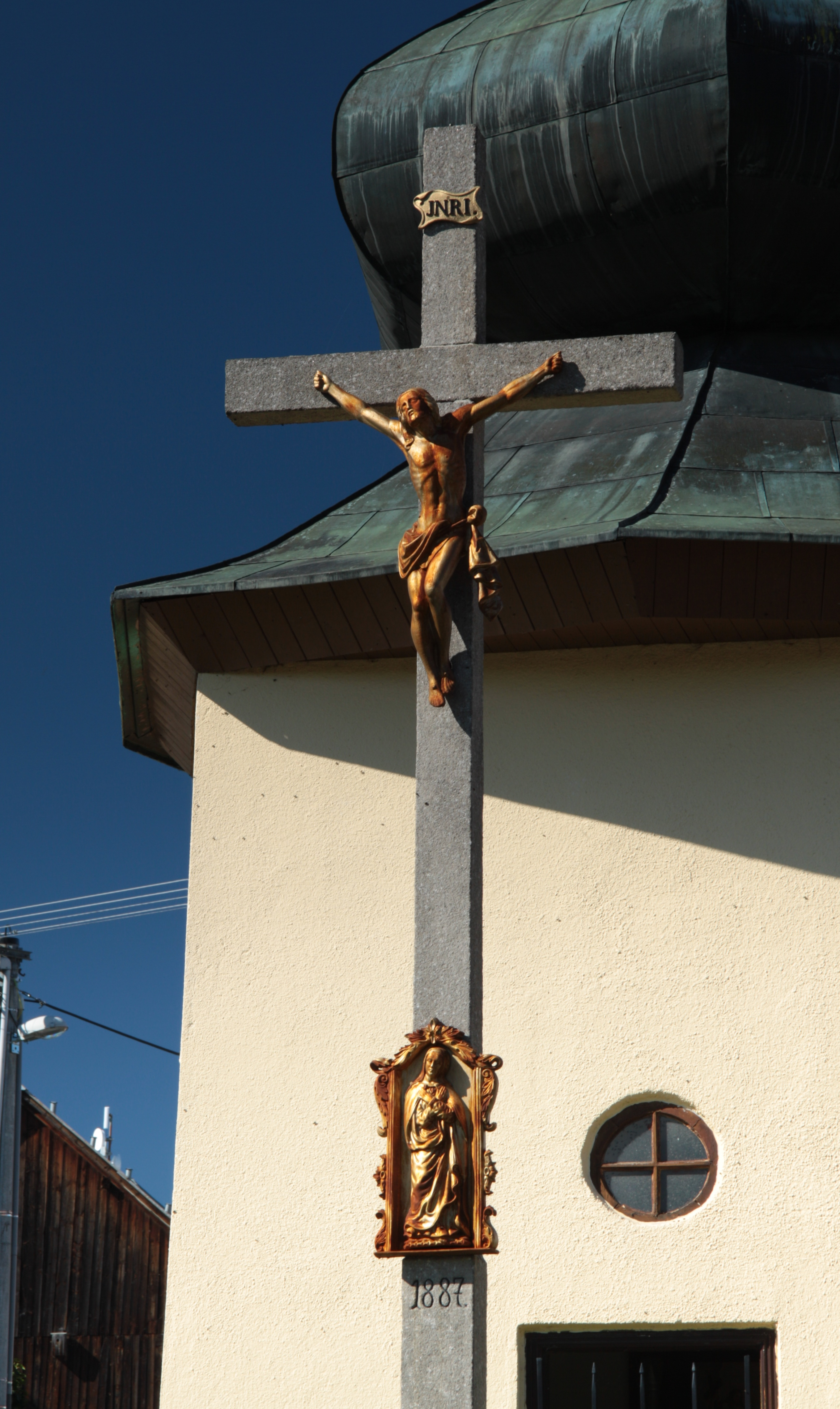
Kreuz vor der Kapelle
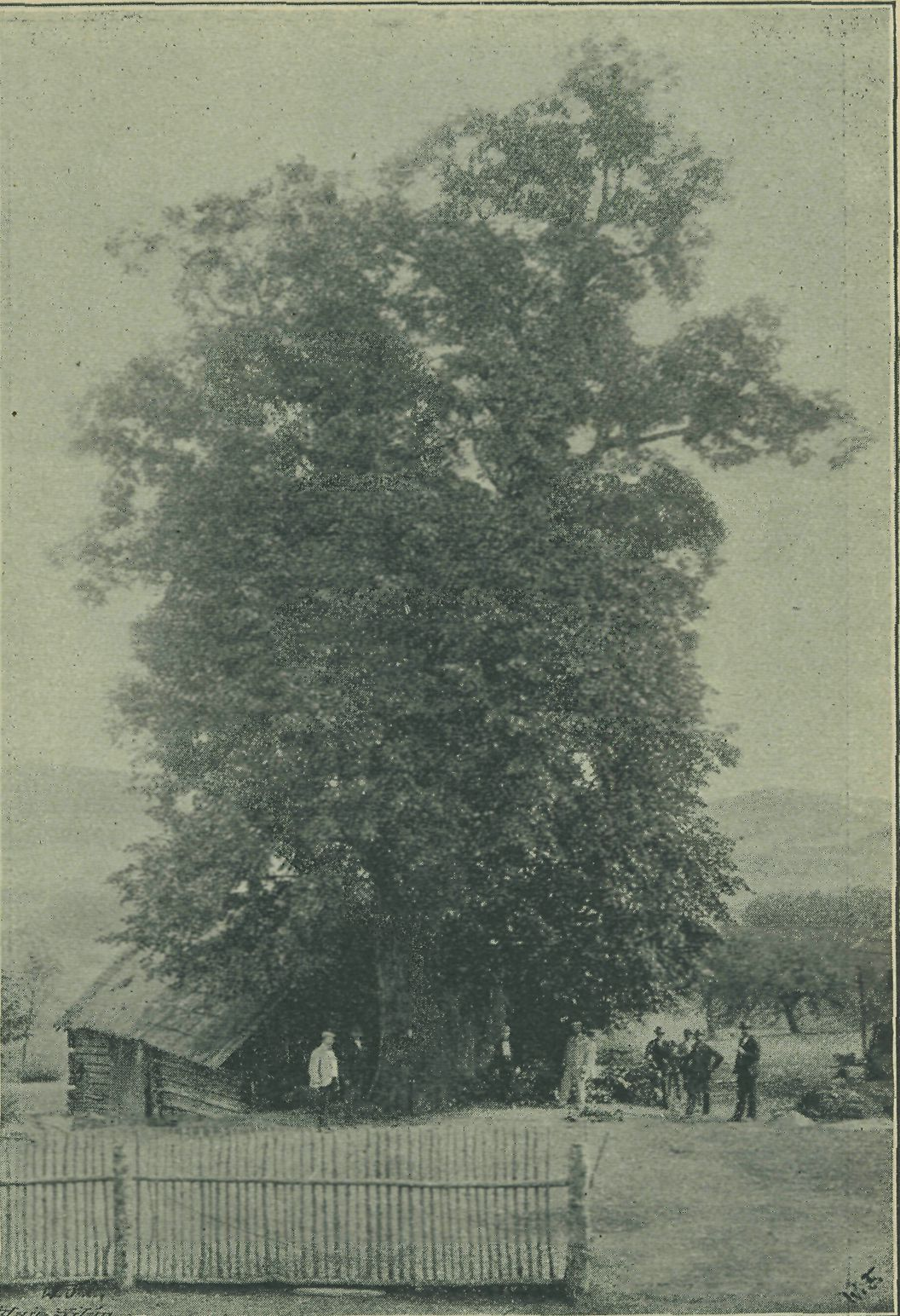
Hus-Linde in Chlístov (Foto von Jan Vilím, 1908)